# NGC 6027d
NGC 6027d és una galàxia espiral barrada que és estrictament un membre visual del Sextet de Seyfert, un grup compacte de galàxies, el qual és localitza en la constel·lació del Serpent. NGC 6027d no està interaccionant amb les altres galàxies en el grup, però és en el fons i només passa per ser en la mateixa línia de visió. La galàxia és gairebé 700 milions d'anys llum lluny del grup que interactua i es creu que és de mida extremadament gran.